# GX (foguete)

Foguete GX

O GX foi um projeto para um sistema de lançamento espacial descartável com intenção de competir no comércio no setor de lançamento de satélite. O sistema foi desenvolvido pela Galaxy Express Corporation, uma joint venture entre a IHI Corporation (IHI), a Agência Japonesa de Exploração Aeroespacial (JAXA), United Launch Alliance (ULA), Lockheed Martin Corporation (LM) e várias outras empresas japonesas.
O projeto do GX usava um de dois estágios de foguetes. A primeira fase teria sido o do núcleo de reforço comum do Atlas, atualmente utilizada como a primeira fase do foguete Atlas V, que teria sido previsto pela United Launch Alliance. A segunda fase seria uma fase recentemente concebido e produzido pelo IHI, utilizando o gás natural liquefeito como combustível e oxigênio líquido como oxidante. O GX teria sido o único veículo espacial a usar essa combinação de combustível e oxidante.
O governo japonês finalmente abandonou o programa GX em dezembro de 2009. A Galaxy Express foi dissolvida por volta de março de 2010.